# Битва на Рожном поле
Битва на Рожном поле, у Рожни — сражение, произошедшее в 1099 году в урочище Рожное Поле вблизи нынешнего города Золочев между великим князем киевским Святополком и Ростиславичами, выигранное последними. Первый случай в истории Киевской Руси, когда киевский князь был разбит своими внутриполитическими противниками вне рамок борьбы за великое княжение.

## История
Святополк Изяславич, в исполнение решения Городецкого съезда (1098) выгнав Давыда Игоревича с Волыни за ослепление Василька теребовльского, попытался развить наступление на другие западнорусские волости (то волость отца моего и брата), принадлежавшие пострадавшей стороне (Васильку и его брату Володарю).
В сражение Ростиславичи взяли крест, который целовал Святополк, перед походом на Давыда обещая им, что действует только против него, но не против них. Этот крест держали над войском.
В сражении Ростиславичи одержали победу. Противник бежал во Владимир-Волынский, но Ростиславичи не преследовали его, решив охранять границу своих княжеств. Двигавшиеся на помощь Святополку венгры были разбиты в сражении на Вагре, после чего Давыд смог на время вернуть себе Владимир-Волынский.